# Revue théologique de Louvain
La Revue théologique de Louvain est une revue de sciences religieuses pluridisciplinaire publiée par l'Université catholique de Louvain. Fondée en 1970, elle a un rythme de parution trimestriel.

## Présentation
La Revue théologique de Louvain publie des articles et des notes, des comptes rendus, des notices bibliographiques, des chroniques, ainsi que, une fois par an, l'Index international des dissertations doctorales en théologie et en droit canonique.
Sa direction a été assurée successivement par les professeurs Gustave Thils, Albert Houssiau, Joseph Ponthot, Pierre-Maurice Bogaert, André Haquin, Jacques Scheuer,  Camille Focant (2009-2015) et André Wénin (2016-). 
Parmi ses contributeurs, on peut citer Jean-Pierre Lémonon, Daniel Marguerat, Jean-Louis Souletie, Jean-Marie Van Cangh...
La revue est référencée (résumé + indexation) dans the Arts & Humanities Citation Index and Current Contents/Arts & Humanities; ATLA Religion Database; Old Testament Abstracts; New Testament Abstracts; Canon Law Abstracts; Index Theologicus Tübingen; Elenchus Bibliographicus (Ephemerides Theologicae Lovanienses); Elenchus (Biblica); Theologische Literaturzeitung; Internationale Zeitschriftenschau für Bibelwissenschaft und Grenzgebiete; International Bibliography of Periodical Literature on the Humanities and Social Sciences / IBZ online; Répertoire bibliographique de la philosophie/International Philosophical Bibliography; Dietrich's Index Philosophicus; L'Année Philologique; Scopus; INIST/CNRS; Francis; CrossRef; Thomson Scientific Links; ERIH PLUS (European Reference Index for the Humanities and Social Sciences).